# Urolophus armatus
Urolophus armatus là một loài cá đuối trong họ Urolophidae, chỉ được biết qua một tiêu bản của con đực dài 17,4 cm (6,9 in) thuộc quần đảo Bismarck.